# Mohammed ben Zayed Al Nahyane
Mohammed ben Zayed Al Nahyane (en arabe : مُحَمَّد بِن زَايد آل نَهيَان, dont l’écriture phonétique est Muhammad bin Zâyed l Nahyân), plus connu sous ses initiales MBZ, né le 11 mars 1961, est le troisième président des Émirats arabes unis et l'émir d'Abou Dabi depuis 2022. Il est un membre de la famille Al Nahyane.
Ben Zayed est le troisième fils du cheikh Zayed ben Sultan Al Nahyane, premier président des Émirats arabes unis et souverain d'Abou Dhabi.
En 2014, lorsque son demi-frère Khalifa, président des Émirats arabes unis et émir d'Abou Dabi, est victime d'un accident vasculaire cérébral, il le remplace de facto. Le 14 mai 2022, au lendemain de sa mort, il lui succède officiellement.
En 2019, le New York Times le désigne comme le plus puissant des dirigeants arabes et l'un des plus puissants du monde,. Il a également été désigné comme l'une des 100 personnes les plus influentes de l’année 2019 par Time,.
Ben Zayed est considéré par le Centre royal d’études stratégiques islamiques comme le huitième musulman le plus influent du monde en 2023.

## Biographie

### Son enfance et sa famille
Mohammed ben Zayed ben Sultan est né à Al-Aïn le 11 mars 1961 dans ce qui était alors les États de la Trêve,.
Mohammed ben Zayed ben Sultan est le fils de cheikh Zayed ben Sultan Al Nahyane, fondateur des Émirats arabes unis dont il est le président jusqu’à sa mort en 2004, et de sa troisième épouse, cheikha Fatima bint Mubarak Al Ketbi,. Il est le frère cadet de Khalifa ben Zayed Al Nahyane, président des Émirats arabes unis et émir d'Abou Dabi jusqu'à sa mort en 2022. Son autre frère, Abdallah ben Zayed, est l'actuel ministre des Affaires étrangères du pays.
Les frères de ben Zayed se prénomment : Hamdan, Hazza, Saeed, Isa, Nahyan, Saif, Tahnoun, Mansour, Falah, Diab, Omar et Khalid (ainsi que quatre frères décédés : Sultan, Nasser et Ahmed). Il a également plusieurs sœurs et cinq plus jeunes frères: Hamdan, Hazza, Tahnoun, Mansour, appelés Bani Fatima ou fils de Fatima,.

### Formation et son éducation
Son père, Cheikh Zayed, l'envoie au Maroc pour qu'il y acquière une expérience de la discipline. Il lui fournit un passeport avec un nom de famille différent, afin qu'il n'y soit pas traité en tant qu'altesse. Il étudiera au collège royal de Rabat où il se liera d’amitié avec le prince Moulay Mohammed actuel roi du Maroc. Mohammed ben Zayed passe plusieurs mois à travailler comme serveur dans un restaurant local de la capitale marocaine. Il prépare ses propres repas et fait sa lessive, se sentant souvent seul. Il évoquera plus tard cette expérience en disant « Il y avait un bol de taboulé dans le réfrigérateur, et je continuais à en manger jour après jour jusqu'à ce qu'une sorte de champignon se forme sur le dessus ».
Ben Zayed étudie par la suite dans différentes écoles à Al-Aïn, Abou Dhabi,, et passe un été au collège de Gordonstoun, un pensionnat écossais.
Aux Émirats, son père engage Ezzedin Ibrahim, érudit islamique appartenant aux Frères musulmans d'origine égyptienne, pour s'occuper de l'éducation de Ben Zayed,.
En 1979, il rejoint l'Académie royale militaire de Sandhurst en Grande-Bretagne et obtient son diplôme en avril 1979. Pendant son séjour à Sandhurst, il suit un cours fondamental de blindage, un cours fondamental de pilotage, un cours de parachutisme et une formation sur des avions tactiques et des hélicoptères, y compris l'escadron Gazelle. Pendant son séjour à Sandhurst, il rencontre Abdullah Shah, qui deviendra plus tard roi de Malaisie, avec qui il se lie d'amitié. Ils étaient tous deux élèves officiers à l'Académie militaire royale de Sandhurst,.
Dans les années 1980, ben Zayed, alors jeune militaire en vacances en Tanzanie, rencontre le peuple Masaï et observe leurs coutumes ; il remarque l'ampleur de la pauvreté dans le pays. À son retour, il s’en alla voir son père. Ce dernier lui demanda ce qu'il avait fait pour aider les personnes qu'il avait rencontrées. Ben Zayed haussa les épaules, affirmant que les gens qu'il avait rencontrés n'étaient pas musulmans. Ben Zayed raconte : « mon père m'a serré fort le bras et m'a regardé dans les yeux avec dureté. Il dit alors : « Nous sommes tous des créatures de Dieu ».
Ben Zayed est ensuite rentré aux Émirats arabes unis pour suivre le cours de formation des officiers à Sharjah. Il a occupé plusieurs fonctions dans l'armée des Émirats arabes unis, depuis celle d'officier de la garde Amiri (aujourd'hui appelée garde présidentielle) jusqu'à celle de pilote dans la Force aérienne des Émirats arabes unis.

### Début de carrière politique
Mohammed ben Zayed ben Sultan est le président d'Abu Dhabi Executive Council, qui est responsable du développement et de la planification de l'émirat d'Abou Dabi et membre du Conseil suprême du pétrole.
Depuis sa nomination au poste de ministre de la Défense, il est considéré comme le nouvel homme fort des Émirats arabes unis, notamment par les autorités françaises.

### Vie privée
Il a 9 enfants avec Salama bint Hamdan Al Nahyan, dont le fils aîné est Khalid ben Mohammed ben Zayed Al Nahyane, et a également adopté 2 filles.

## Controverses
En novembre 2015, un homme politique genevois, Pierre Maudet, s'est vu offrir un voyage de luxe payant à Abu Dhabi par la maison de Mohammed bin Zayed. Le comité de soutien de Maudet a également reçu un paiement d'environ 105 000 francs. En juillet 2020, le procureur a annoncé que l'enquête sur la procédure pénale engagée contre le conseiller d'État genevois, qui se poursuivait depuis près de deux ans, devait être close prochainement et un acte d'accusation contre l'accusé.
En visite en France, l'émir Mohammed ben Zayed est visé par deux plaintes à Paris le 21 novembre 2018. L’une de ses plaintes est déposée par Me Joseph Breham au nom de l'ONG l'Alliance internationale pour la défense des droits et des libertés (AIDL) et de six citoyens yéménites pour complicité de torture, traitements inhumains et crimes de guerre,. La deuxième plainte est déposée auprès du pôle crimes contre l'humanité et crimes de guerre du parquet de Paris par des citoyens qataris accusant Mohammed Bin Zayed de « complicités d'actes de torture et disparition forcée ». Le 17 juillet 2020, l'AFP a révélé qu'un juge d'instruction français est chargé de l'enquête liant Mohammed Ben Zayed aux crimes de guerre au Yémen.
Le 3 décembre 2021, l’avocat Joseph Breham a déposé au tribunal judiciaire de Paris, une plainte avec constitution de parties civiles visant deux princes héritiers : les infractions reprochées à Mohammed Ben Zayed Al Nahyane et à Mohammed ben Salmane (surnommé « MBS ») sont : « crimes de guerre », « torture », « disparitions forcées », « participation à une association de malfaiteurs à caractère terroriste »  et « financement de terrorisme ».
Un voyage controversé de Mohammed ben Zayed en France en juillet 2022 après la mort de son demi-frère, Khalifa ben Zayed. La visite a démontré les liens positifs entre les deux nations. De l'autre côté, Human Rights Watch a révélé que les femmes et les personnes LGBT subissent une discrimination aux Émirats arabes unis et que les serviteurs domestiques sont soumis à de graves maltraitances à la suite du système de Kafala. Des militants, des avocats, des professeurs, des étudiants et quiconque émet des critiques sont également arrêtés, accusés de crimes et incarcérés. De plus, les Émirats arabes unis ont été fortement impliqués dans des conflits à l'étranger, où ses propres forces et ceux qu'il soutient a commis de graves violations des droits de l'homme.
La France a pourtant approuvé la vente de 80 avions de chasse Rafale aux Émirats arabes unis en décembre 2021. Lors de la visite de l'émir Mohammed ben Zayed, le président Emmanuel Macron a rappelé l'attachement de la France aux droits de l'homme. Il devrait exiger la libération de l'avocat des droits de l'homme injustement arrêté, Ahmed Mansoor, l'élimination du système Kafala et les modifications du nouveau code pénal et du droit de la cybercriminalité qui les mettrait en conformité avec les normes internationales. Il devrait également réclamer la libération d'autres opposants politiques non violents. Emmanuel Macron devrait faire pression pour des enquêtes impartiales sur les crimes de guerre en Libye et au Yémen ainsi que des réparations financières pour les civils qui ont été maltraités par les Émirats arabes unis.
En 2023, une enquête conjointe de Mediapart, du Soir et du New Yorker rapportait que
entre 2017 et 2021, Alp Services a procédé au fichage de personnes perçues comme ennemies par son client, les Émirats arabes unis. Un millier de personnes ont été ciblées partout en Europe. L’agence de Mario Brero a procédé à un catalogage caricatural de personnes, d’organisations de frères musulmans ou d’hommes d’affaires qui ont ensuite été visés par de dévastatrices campagnes de dénigrement. Mohammed bin Zayed a également engagé des trolls pour modifier les pages de Wikipédia,.
Le 6 mars 2025, le général Abdel Fattah al-Burhan, chef des Forces armées soudanaises, a intensifié le conflit contre le président MBZ et les ÉAU en déposant une plainte contre Abou Dabi à la Cour internationale de justice. L'affaire accuse les ÉAU de soutenir les forces de soutien rapide paramilitaires du Soudan pendant la guerre civile. Le procès des Forces armées soudanais met non seulement le rôle présumé de la monarchie des ÉAU dans le parrainage et l'arminant les forces de soutien rapide depuis l'épidémie de la guerre en avril 2023, mais cela implique également le président de la république du Tchad Mahamat Idriss Deby Itno. De plus, le gouvernement chadien est accusé d'avoir facilité les livraisons d'armes des ÉAU aux forces de soutien rapides via une piste d'atterrissage à Amdjarass, dans l'est du Tchad. En 2024, un expert de l'ONU a cité des «rapports crédibles» documentant ces expéditions d'armes, y compris des images montrant des palettes sur le tarmac à Amdjarass avec des caisses kaki marquées de drapeaux des ÉAU. L'affaire pourrait également attirer l'attention sur d'autres pays, dont l'Ouganda et la Libye, accusés d'avoir aidé à la livraison d'armes des ÉAU aux forces de soutien rapide,,.

## Politique intérieure
Sur le plan intérieur, il a réprimé sévèrement les Frères musulmans et bâti un État policier où l'ensemble de la population est surveillé en vue de détecter la moindre trace de penchant islamiste ou pouvant contrer son absolutisme.

## Politique étrangère

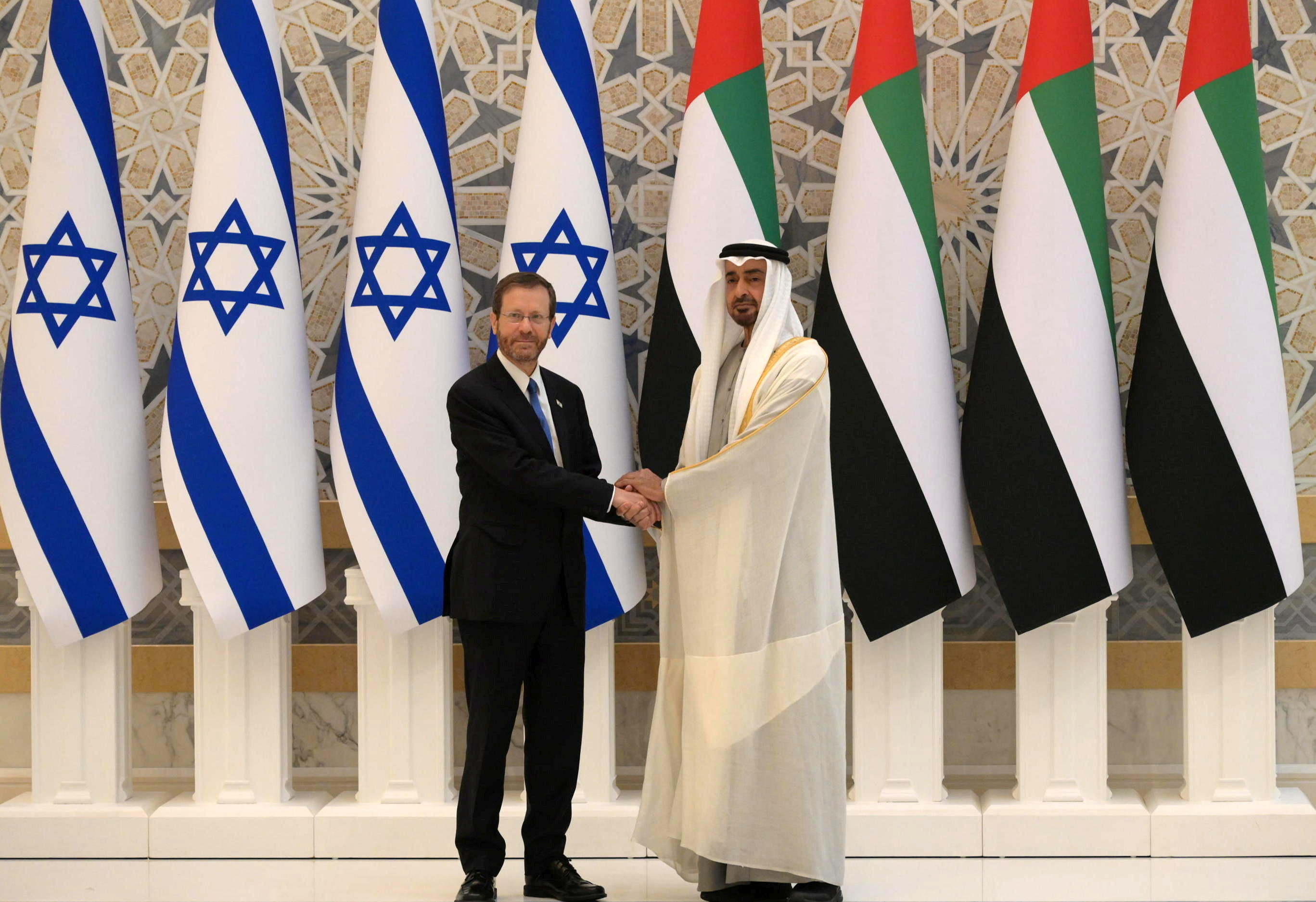
Mohammed ben Zayed et Isaac Herzog, à Abou Dhabi, le 30 janvier 2022

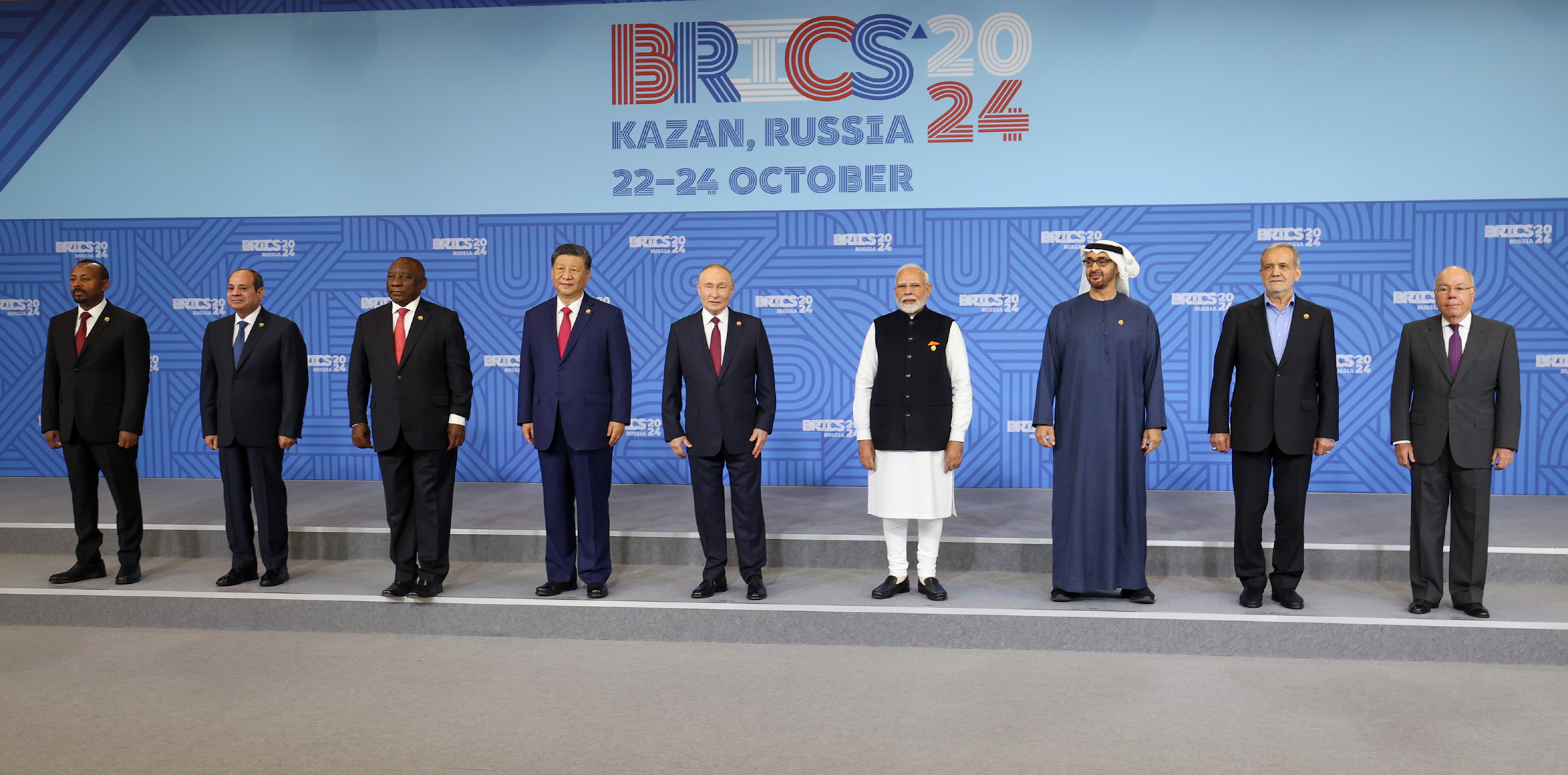
16e sommet des BRICS a Kazan le 23 octobre 2024

Avec son allié saoudien, il soutient le coup d’État de 2013 en Égypte visant à destituer le président Mohamed Morsi.
Très proche des États-Unis, il se montre néanmoins critique au sujet de Barack Obama et de sa politique d'apaisement à l'égard de l'Iran (lui-même étant considéré comme un faucon à l'égard de ce pays). Ses rapports sont meilleurs avec Donald Trump. Le Pentagone le considère toujours comme un allié loyal et utile.
Présenté comme le mentor de Mohammed ben Salmane (MBS), prince héritier du royaume saoudien, il fait jouer aux Émirats un rôle clé dans la guerre civile yéménite, accordant son soutien aux « sudistes » du Conseil de transition du Sud qui se déclarent ouvertement favorables à une partition du pays. Ceci, alors que l'Arabie saoudite et ses alliés soutiennent toujours le président Abdrabbo Mansour Hadi.
Il combattit la milice Shabab en Somalie, tirant parti des ports commerciaux de son pays pour devenir un courtier influent dans la Corne de l’Afrique. En juin 2017, les Émirats arabes unis et l'Arabie saoudite rompent leurs relations diplomatiques avec le Qatar et imposent contre celui-ci un embargo. Les ressortissants qataris sont par ailleurs expulsés des Émirats arabes unis. Manifester de la sympathie pour le Qatar sur Internet est assimilé à de la cybercriminalité et puni de trois à quinze ans de prison.
En Libye, en 2015, MBZ entra dans la guerre civile, défiant l’embargo des Nations unies. Selon le Middle East Eye, Mohammed ben Zayed aurait offert, en mars 2020, 3 milliards de dollars à Bachar el-Assad pour frapper des troupes soutenues par la Turquie en Syrie. Les tentatives des Émirats arabes unis pour influencer la Syrie et relancer l'offensive d'Idlib auraient pour but d'attacher les forces turques dans le conflit et de les détourner de la campagne en Libye, où elle aide le gouvernement Fayez el-Sarraj (GNA) soutenu par l'ONU contre l'allié des Émirats arabes unis Khalifa Haftar.
Vis-à-vis d'Israël, il joue un rôle prépondérant dans les négociations qui conduisent aux accords d'Abraham en 2020, ainsi qu'à la signature du traité de paix historique entre les Émirats arabes unis et Israël (15 septembre 2020).

## Décorations et distinctions
- Grand-croix de l'ordre du Mérite de la République fédérale d'Allemagne ( Allemagne)
- Grand collier de l'ordre national de la Croix du Sud du Brésil ( Brésil)
- Grand cordon du grand ordre de Mugunghwa ( Corée du Sud)
- Grand-croix de l’ordre du Mérite civil ( Espagne)
- Commandeur de la Legion of Merit ( Etats-Unis)
- Grand-croix de la Légion d'honneur ( France)[46]
- Grand-croix de l'ordre national du Mérite ( France)
- Collier de l'ordre d'Hussein ( Jordanie)
- Grand officier de l'ordre suprême de la Renaissance ( Jordanie)[47]
- Médaille de l'ordre de la liberté ( Kosovo)
- Collier de l'ordre du Koweït (en) ( Koweït)
- Médaille de l'ordre de la Libération du Koweït (en) ( Koweït)
- Grand commandeur de l'ordre de la Couronne du Royaume ( Malaisie)
- Collier de l'ordre de Souveraineté ( Maroc)
- Grand cordon de l'ordre du Mérite militaire ( Maroc)
- Étoile de l'ordre national de Monténégro ( Monténégro)
- Collier de l'ordre d'Oman ( Oman)[48]
- Première classe de l'ordre national militaire ( Oman)
- Grand-croix de l'ordre de Jérusalem ( Palestine)
- Grand cordon de l'ordre de l'Indépendance ( Qatar)
- Chevalier grand-croix de l'ordre de Saint-Michel et Saint-Georges ( Royaume-Uni)
- Grand cordon de l'ordre de la République serbe (en) ( Serbie)
- En 2019, il fait partie du classement des 100 personnes les plus influentes de l'année dans la catégorie « Leaders » du magazine américain Time[49].

## Documentaire
- Miyuki Droz Aramaki, MBZ, la face cachée des émirats, France 5, 2023[50].